# Alassane Salif N'Diaye
Pour les articles homonymes, voir N'Diaye.
Ne doit pas être confondu avec Alassane N'Diaye ou Alassane Dialy Ndiaye.
Alassane Salif Moussa Daouda N'Diaye, né le 12 février 1942 à Bouna (actuel Côte d'Ivoire) et décédé le 3 mars 2013 à Neuilly-sur-Seine, est une personnalité politique et un universitaire d'origine ivoirienne.

## Carrière universitaire
Après l'obtention d'une licence en sciences naturelles en 1967 à l'université nationale de Côte d'Ivoire, Alassane Salif N'Diaye devient docteur d'État ès sciences de l'université Pierre-et-Marie-Curie en 1976 puis effectue un post-doctorat à l'université du Michigan aux États-Unis.
Après avoir enseigné en France et en Côte d'Ivoire, il occupe le poste de doyen de la faculté des sciences et techniques de l'université nationale de Côte d'Ivoire de 1983 à 1986. Il est professeur émérite de biologie cellulaire et d’embryologie.

## Carrière politique
Ministre à différentes reprises entre 1986 et 1993, Alassane Salif N'Diaye a également occupé plusieurs fonctions diplomatiques : 
- Ambassadeur de la Côte d'Ivoire près les républiques du Sénégal, de Mauritanie, de Gambie et du Cap-Vert (entre 1997 et 2000),
- Ambassadeur de la Côte d'Ivoire près la République française (2000 à 2001),
- Membre du Haut Conseil de la francophonie (à partir de 1984),
- Membre du Conseil permanent de la francophonie (1991 à 1997),
- Membre du Conseil des Sages de la Communauté économique des États de l'Afrique de l'Ouest (2006).

## Distinctions
- Officier de l’ordre de l’Éducation nationale de Côte d’Ivoire[7]
- Commandeur de l’ordre de la Culture de Côte d’Ivoire
- Commandeur de l’ordre du Mérite de Côte d’Ivoire
- Commandeur de l'ordre des Palmes académiques (France)
- Commandeur de l'ordre national du Lion du Sénégal
- Grand Officier de l'ordre National (Portugal)